# ダグ・E・フレッシュ
ダグ・E・フレッシュ（Doug E. Fresh、1966年9月17日 - ）は、バルバドス出身のアメリカの歌手。ヒューマンビートボックスの名手として知られるラッパー。

## ディスコグラフィ
スタジオ・アルバム
- Oh, My God! (With the Get Fresh Crew) (1986年)
- The World's Greatest Entertainer (With the Get Fresh Crew) (1988年)
- Doin' What I Gotta Do (With the Get Fresh Crew) (1992年)
- Play (1995年)